# NGC 7814
NGC 7814 (také známá jako Malé sombrero,
nebo Caldwell 43) je spirální galaxie v souhvězdí Pegase vzdálená přibližně 40 milionů světelných let. Objevil ji britský astronom William Herschel v roce 1784. Na obloze se nachází ve východní části souhvězdí, 2,5° severozápadně od hvězdy Algenib (γ Peg) s magnitudou 2,8. Na tuto galaxii se díváme v rovině jejího galaktického disku a velmi se podobá o něco větší galaxii Sombrero (M 104). Oblast kolem NGC 7814 je známá svou hustotou slabých vzdálených galaxií, jak je vidět na obrázku, podobně jako Hubbleovo hluboké pole.

## Galerie obrázků

NGC 7814 má jasnou galaktickou výduť a jasné plynné halo.[5]
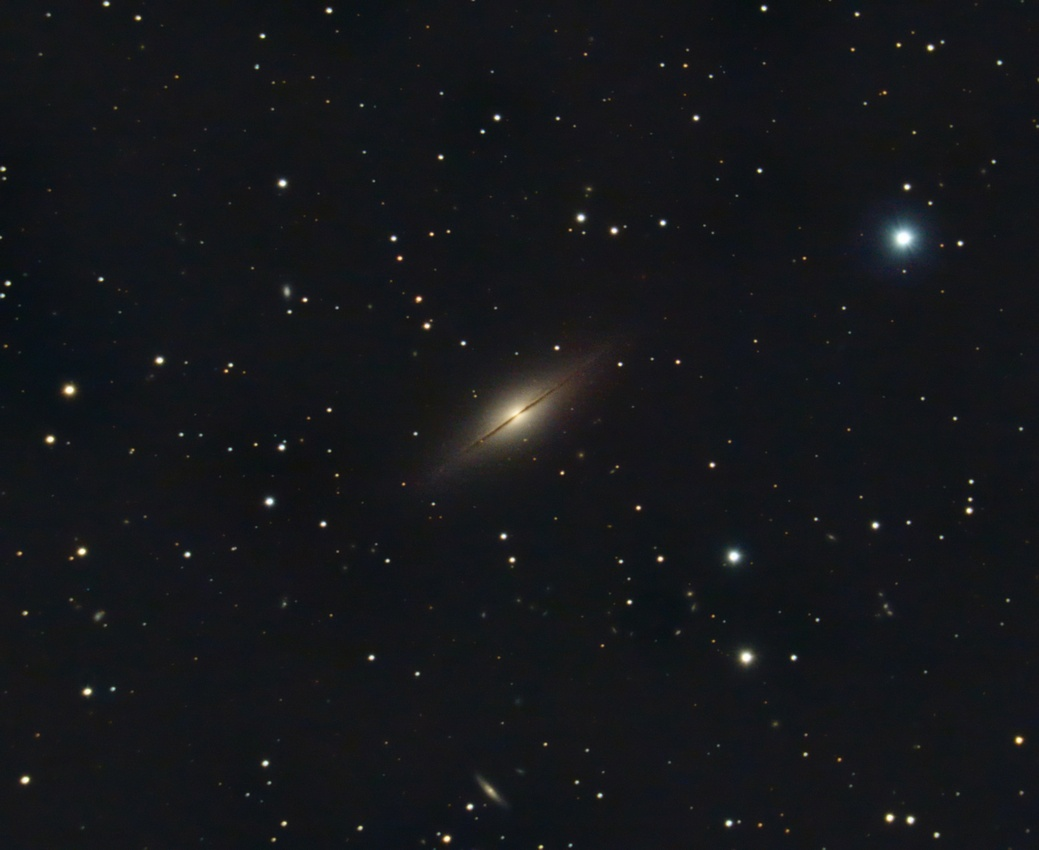
NGC 7814 na snímku z amatérského dalekohledu o průměru 235 mm.